# Maurice Leblanc

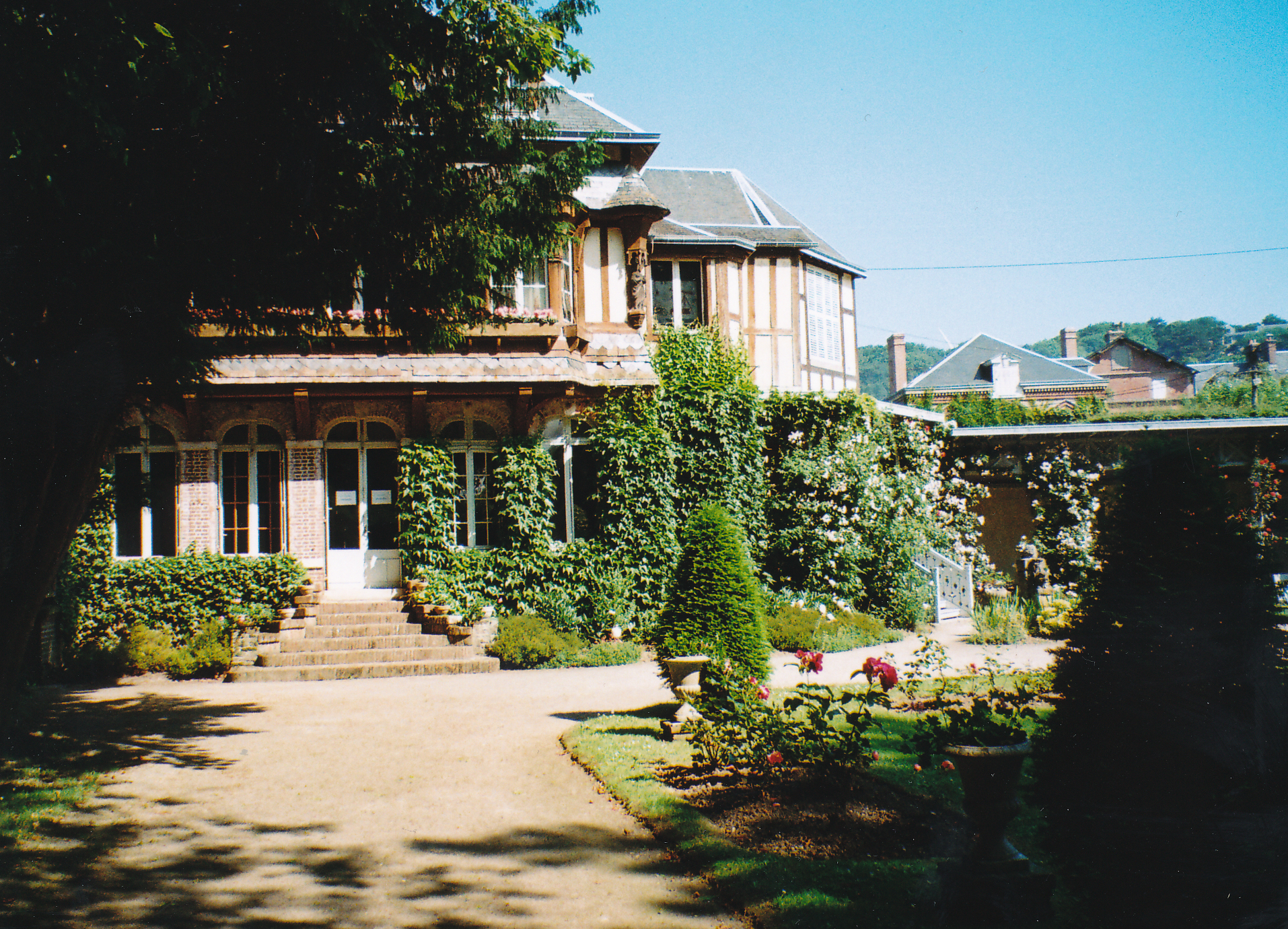
Casa de Leblanc em Étretat], hoje o museu Le clos Arsène Lupin.

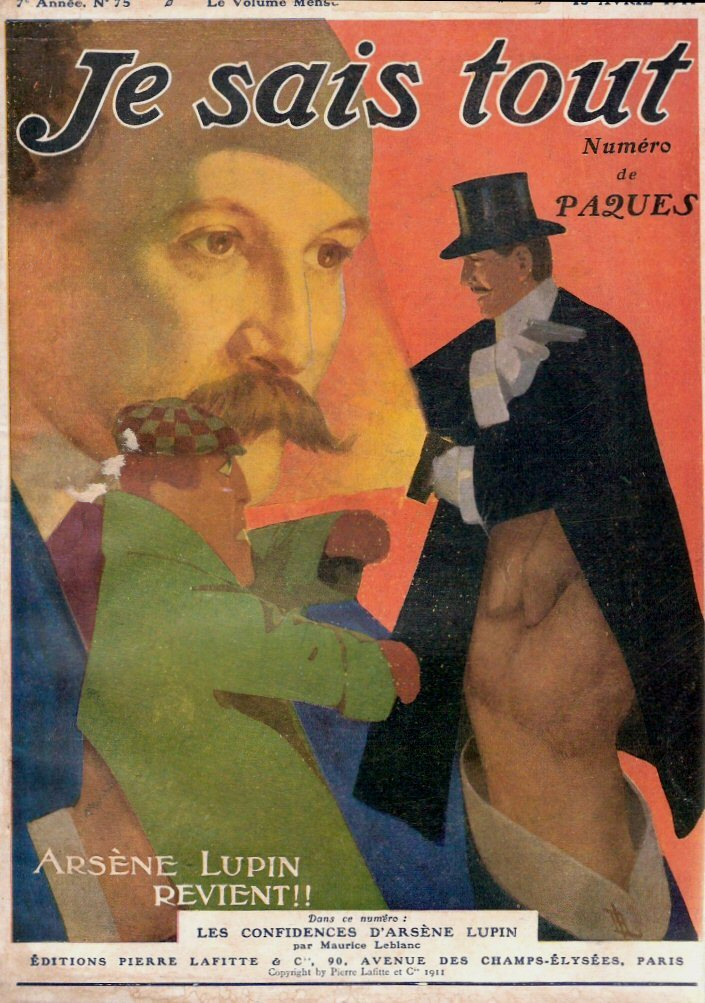
Maurice Leblanc manipula uma marionete com a imagem de Arsène Lupin.
Capa ilustrada do periódico Je sais tout publicação de Les Confidences d'Arsène Lupin (15 de abril de 1911).

Maurice Leblanc (Rouen, 11 de dezembro de 1864 - Perpignan, 6 de novembro de 1941)  foi um romancista francês e escritor de contos, conhecido principalmente como o criador do ladrão e detetive de ficção Arsène Lupin, frequentemente descrito como um homólogo francês da criação de Arthur Conan Doyle, Sherlock Holmes.
Filho de um construtor naval, estudou Direito e trabalhou certo tempo na empresa familiar. Mais tarde se fez conhecer em Paris com novelas analíticas, que conquistaram a estima e a proteção de Guy de Maupassant. Leblanc alcançou a fama por sua personagem Arsène Lupin, que apareceu pela primeira vez numa publicação mensal chamada Je sais tout (Eu sei tudo) entre 1905 e 1907, com o título Arsène Lupin, gentleman-cambrioleur. Desde então, se dedicou quase exclusivamente às aventuras do seu herói, em várias novelas e recompilações de histórias.

## Biografia
Maurice Leblanc é o segundo filho de Émile Leblanc, proprietário de navios mercantes, e Mathilde Blanche, filha de tintureiros ricos, e seu parto foi realizado por Achille Flaubert, irmão de Gustave Flaubert. Ele tem como irmã mais velha Jehanne, nascida em 1863, e uma irmã mais nova, a cantora Georgette Leblanc, nascida em 1869, que será a intérprete de Maurice Maeterlinck e sua companheira de 1895 a 1918.
Em 1870, durante a Guerra Franco-Alemã, seu pai o enviou para a Escócia, fugindo da guerra, cujas paisagens devem ter alimentado sua imaginação. No ano seguinte ele regressa e inicia seus estudos em uma instituição gratuita, o "pensionato Patry". Depois, de 1875 a 1882, ele frequenta o "Liceu Corneille", (p. 22) de estudos secundários, onde foi educado e reconhecido como um excelente aluno. Mais tarde esse fato o afligiria: "Ganhava todos os prêmios", dizia, "e declaro, com um romantismo consciente, que isso era deplorável."
Quando ainda jovem, em suas frequentes viagens para Croisset, ouvira histórias maravilhosas de Gustave Flaubert e Guy de Maupassant, dois escritores normandos, como ele, a quem passaria a frequentar e que iriam influenciar de forma decisiva em sua juventude e em sua obra.
Entretanto, é como industrial que Maurice Leblanc inicia sua vida, na fábrica de cardas "Mirourde-Pichard". As cardas... Ignorara sempre como se fabricam. Instala-se no lavatório da fábrica e lá escreve, escreve... "A fábrica, com seu barulho, se desvanecia. Evolava-se a turma dos operários, como fantasmas inúteis. Eu estava feliz, escrevia." Depois de estudar em vários países e abandonar a faculdade de direito e recusar-se a seguir a carreira de seu pai em uma fábrica de cartões, ele "subiu para Paris" em 1888 e começou a escrever, primeiramente como jornalista, a seguir romances de ficção, contos de crimes curtos, romances mais longos e contador de histórias. Leblanc vai à inauguração do medalhão de Flaubert, no Square Solferino. Estão lá Edmond de Goncourt, Émile Zola, Guy de Maupassant e Mirabeau. Junta-se a eles o jovem Leblanc, almoça com eles e toma o trem com os que regressam a Paris. Os mestres consagrados ouvem o jovem desconhecido, que lhes fala do Flaubert que conheceu, da mulher que inspirou a personagem de Madame Bovary.
De volta a Rouen confessa ao pai a falta de vocação para construir cardas e a vontade de ir para Paris. Vai, no início, para estudar Direito, mas com sua desenvoltura para escrever se tornara um jornalista "muito parisiense". Suas crônicas saem no Gil Blas, no Figaro, no Comœdia. Publica a coleção de novelas "Des couples" e alguns romances, que mesmo comparados a Flaubert não têm muito sucesso.
Seu primeiro romance, ”Une Femme” (Uma mulher), em 1893, foi muito apreciado; seguem-se outras obras Casais, Aqui estão as asas e sua única peça, La pitié, em 1902, que falhou, fazendo com que ele desistisse por um tempo do teatro. Isso desperta o interesse de Jules Renard e Alphonse Daudet, sem sucesso público. Ele frequenta os grandes nomes da literatura em Paris: Stéphane Mallarmé ou Alphonse Allais. Em 1901, ele publicou “L'Enthousiasme”, um romance autobiográfico. Seus primeiros contos, embora fortemente admirados pela crítica, obtiveram pouco sucesso comercial.
Pierre Lafitte, o grande editor que acabara de lançar a revista "Je Sais Tout", pede-lhe que escreva uma novela policial, cujo herói fosse o equivalente na França ao que representavam juntos Sherlock Holmes e Raffles na Inglaterra. Foi assim que, por encomenda, nasceu Arsène Lupin. Não se chama Arsène Lupin ainda, mas logo Leblanc o rebatiza.
Lupin era, por assim dizer, uma cópia bem feita de outros personagens da ficção, a exemplo de Monsieur Lecoq, criado por Émile Gaboriau, ou o jornalista doublé de detetive, Rouletabille, criado por Gaston Leroux, os quatro homens justos de Edgar Wallace. A personagem se impõe rapidamente. É diferente de Sherlock Holmes e de Raffles. Cada mês Arsène Lupin vive aventuras que nada devem às deduções feitas sobre pontas de cigarro ou marcas de passos, embora seu mistério venha de atmosferas criminais pesadas. Ao contrário, tudo na vida de Lupin é alegre, otimista e claro. Sabe-se logo que, se houve um roubo ou desaparecimento, o culpado é Arsène Lupin.
Leblanc era, em suma, considerado apenas como um escritor de contos para vários periódicos franceses, até que a primeira história de Arsène Lupin apareceu em uma série de contos que foram publicados na revista Je sais tout, começando no nº 6, de 15 de julho de 1905. Claramente criado por solicitação editorial, por reação à influência das histórias de Sherlock Holmes, de grande sucesso. O Lupin malandro e glamoroso causou um sucesso surpreendente e Leblanc alcançou fama e fortuna. No total, Leblanc escreveu 21 romances de Lupin e coleções de contos.
O personagem de Lupin pode ter sido baseado por Leblanc no anarquista e ilegalista francês Alexandre Jacob, intitulado reconhecidamente como Marius Jacob, cujo julgamento chegou às manchetes em março de 1905, tornando-se um dos modelos do personagem do Arsène Lupin de Maurice Leblanc. Também é possível que Leblanc tenha lido também Octave Mirbeau Les 21 jours d'un neurasthénique (1901), que apresenta um ladrão de cavalheiros chamado Arthur Lebeau, e ele viu a comédia de Mirabeau "Scrupules" (1902), cujo personagem principal é um ladrão de cavalheiros. Marius Jacob era um ladrão inteligente, equipado com um senso de humor agudo, capaz de grande generosidade para com as vítimas.
Em 1905, Pierre Lafitte, diretor da revista mensal Je sais tout (Eu sei tudo), pede que Leblanc crie um herói tenho como modelo os Raffles de Ernest William Hornung e as aventuras de Sherlock Holmes (p. 120): a criação de Arsène Lupin revela-se um grande sucesso de público, mas Maurice Leblanc frustra-se por não ter o reconhecimento dos intelectuais. (p. 192) Dois anos depois, Arsène Lupin, cavalheiro-ladrão, é publicado em livro. O lançamento de Arsène Lupin contra Sherlock Holmes deixa Sir Arthur Cona Doyle furioso ao ver seu detetive Sherlock Holmes ("Herlock Sholmès") e seu secretário Watson ("Wilson") ridicularizados pelos personagens paródicos criados por Maurice Leblanc.
Em 1907, Leblanc dedicou-se completamente a Lupin, e as críticas e as vendas eram tão boas que Leblanc dedicou efetivamente o resto de sua carreira a este personagem. Todavia o autor parecia ressentido, a exemplo de Sir Arthur Conan Doyle e o sucesso alcançado com Sherlock Holmes. Várias vezes, ele tentou criar outros personagens, como o detetive particular "Jim Barnett", mas eventualmente os fundiu com Lupin. Ele continuou a escrever histórias sobre Lupin até os anos 30.
Leblanc também escreveu dois notáveis romances ficção científica: "Les Trois Yeux" (1919), nos quais um cientista faz contato televisual com venusianos de três olhos e "Le Formidable Evènement" (1920), em que um terremoto cria uma nova massa de terra entre a Inglaterra e a França.
Em 1918, Maurice Leblanc comprou uma casa de enxaimel em Étretat, onde escreveu 19 romances e 39 contos Antes da ocupação alemã, ele deixou o Clos Lupin e refugiou-se em 1939 em Perpignan, onde morreu de pneumonia em 10 de novembro de 1941. Exumado do cemitério de Saint-Martin em Perpignan, em 1947, ele foi enterrado, em 14 de outubro do mesmo ano, em Paris, no cemitério de Montparnasse, ao lado de sua esposa Marguerite e outros membros de sua família (notavelmente seu cunhado René Renoult) 
Socialista radical e Livre pensador, com o advento da Primeira Guerra Mundial, ele teria dito que, já em 1910, ele tentou matar seu herói em Lupin 813, mas o ressuscitou em A Rolha de Cristal, As oito pancadas do relógio, etc. Leblanc foi agraciado com a Ordem nacional da Legião de Honra, em 17 de janeiro de 1908, das mãos do subsecretário de Estado de Artes, Étienne Dujardin-Beaumetz, deputado radical do Aude, por seus serviços à literatura.
A cantora lírica (soprano operística) francesa, atriz e escritora e companheira extraconjugal do dramaturgo Maurice Maeterlinck, Georgette Leblanc era sua irmã.

## Na cultura popular
O personagem Arsène Lupin III, protagonista do mangá japonês Lupin III, a partir de 1967, foi escrito como sendo o neto de Arsène Lupin, mas sem permissão da propriedade de Leblanc. Essa foi mais tarde a fonte de uma ação judicial, embora os direitos autorais do trabalho de Leblanc tenham expirado desde então. Quando a versão anime foi transmitida na França, o personagem foi renomeado como Edgar, o detetive cambrioleur ("Edgar, o Detetive Assaltante"). Os autores das várias edições de Lupin III, tiveram os romances de Leblanc como inspiração; notavelmente, o filme O Castelo de Cagliostro foi vagamente baseado em "A Condessa de Cagliostro" 1891.
Ele também é referenciado em Persona 5, onde a pessoa do personagem principal é o personagem Arsène. O personagem principal fica no Café Leblanc depois de ser expulso de sua antiga escola por defender uma mulher.

### Obras da série Arsène Lupin
Maurice Leblanc, chamado de o Conan Doyle francês equiparado e à altura de outros autores de romances policiais e de denotado renome como Ponson du Terrail, Émile Gaboriau, Edgar Allan Poe, André Gide, com seus Catacumbas do Vaticano e 'Moedeiros Falsos", Dorothy Leigh Sayers, Paul Morand, Gaston Leroux, Agatha Christie, Georges Simenon, Sir Arthur Cona Doyle, etc., escreveu também outras obras, mas foi com a série Arsène Lupin que se celebrizou. No Brasil grande parte da série foi editada pela Casa Editora Vecchi nos anos 50 e uma parte menor reeditada nos anos 70 pela Nova Fronteira,  e pelas Edições Modernas e pela Editora Guanabara, ambas do Rio de Janeiro. Sendo que a última foi a responsável pelas publicações, entre outras, de A Ilha dos 30 Sepulcros e A Pedra Milagrosa. Alguns desses romances foram transformados em peças teatrais (em parceria com Francis de Croisset) e representados pela companhia Arthur Azevedo, algumas das quais nas salas de exibição dos teatros, o badaladíssimo Antoine, no Santa Izabel, e, naqueles anos de anos de 1903-1904, e no Teatro Moderno, sendo os dois últimos na cidade do Recife (PE), na oportunidade com a peça Estigma ou a Malha Rubra.
Da relação que abaixo se segue, os anos referem-se às edições originais francesas.
1. Arsène Lupin gentleman cambrioleur (Arsène Lupin, Ladrão de Casaca - 1907), coletânea de 9 contos:[31][32] (1) - A Prisão de Arsène Lupin; (2) - Arsène Lupin na Prisão; (3) - A Evasão de Arsène Lupin; (4) - O Viajante Misterioso; (5) - O Colar da Rainha;[33] (6) - O Sete de Copas; (7) - O Cofre-Forte da Sra. Imbert; (8) - A Pérola Negra; (9) - 3Herlock Sholmes chega tarde demais.

1. Arsène Lupin contre Herlock Sholmès (Arsène Lupin contra Herlock Sholmes - 1908), coletânea compreendendo dois episódios: "A Dama Loura" e "A Lâmpada Judaica"
2. L'Aiguille creuse (A Agulha Oca - 1909), romance[34]
3. 813 (1910) — romance editado pela Vecchi nos anos 50 em dois volumes: 813 e Os Três Crimes de Arsène Lupin, reeditado em 1976 pela Nova Fronteira como 813[35][36]
4. Le Bouchon de cristal (A Rolha de Cristal - 1912), romance. Tradução de João Távora.[37]
5. Les Confidences d'Arsène Lupin (As Confidências de Arsène Lupin - 1913), coletânea de 9 contos: (01) - O Jogo dos Raios de Sol; (02) - A Aliança de Casamento; (03) - O Signo da Sombra; (04) - A Armadilha Infernal; (05) - A Echarpe de Seda Vermelha; (06) - A Morte Que Espreita; (07) - O Casamento de Arsène Lupin; (08) - O Canudinho de Palha; (09) - Edith, Pescoço de Cisne;
6. L'Éclat d'obus (O Estilhaço de Obus na edição Vecchi; O Estilhaço de Granada na edição Nova Fronteira - 1915), romance
7. Le Triangle d'or (publicado pela Vecchi em dois volumes: O Triângulo de Ouro e A Câmara da Morte - 1917), romance. Tradução de André Maurício de Andrade, edição Vecchi.[38]
8. L'Île aux trente cercueils (publicado pela Vecchi em dois volumes: A Ilha dos Trinta Ataúdes e O Flagelo de Deus - 1919), romance.[39]
9. Les Dents du tigre (publicado pela Vecchi em dois volumes: Os Dentes do Tigre e O Segredo de Florence - 1920), romance
10. Les Huit Coups de l'horloge (As Oito Pancadas do Relógio - 1923), coletânea de 8 contos
11. La Comtesse de Cagliostro (A Condessa de Cagliostro - 1924), romance
12. La Demoiselle aux yeux verts (A Moça dos Olhos Verdes - 1927), romance.[40]
13. The Overcoat of Arsène Lupin, conto publicado em 1926 em The Popular Magazine, cuja maior parte retoma a trama de La Dent d'Hercule Petitgris, publicado em francês em 1924, mas introduzindo a personagem Arsène Lupin
14. L'Homme à la peau de bique (1927), conto isolado
15. L'Agence Barnett et Cie (A Agência Barnett & Cia. - 1928), coletânea de 8 contos
16. La Demeure mystérieuse (A mansão misteriosa - 1928), romance
17. La Barre-y-va (O Mistério do Rio do Ouro - 1930), romance
18. Le Cabochon d'émeraude (1930), conto isolado
19. La Femme aux deux sourires (A Mulher de Dois Sorrisos - 1932), romance
20. Victor, de la Brigade mondaine (Arsène Lupin, na Pele da Polícia - 1934), romance
21. La Cagliostro se venge (A Vingança da Cagliostro - 1935), romance
22. Les Milliards d'Arsène Lupin (1939), romance póstumo com a colaboração de sua filha Marie-Louise
23. Le Dernier Amour d'Arsène Lupin (2012), romance póstumo datilografado, permaneceu em estado de rascunho, editado em 2012 pela Balland
24. Mentir por dever Vecchi editado em 1958.[41]

Além destes volumes, a Vecchi publicou na série Arsène Lupin A Rival de Arsène Lupin que na verdade é uma história paralela que não inclui o personagem Arsène Lupin. O nome original do livro é: Dorothée, danseuse de corde.
A Nova Fronteira publicou na Coleção Arsène Lupin como sendo de Maurice Leblanc: O Segredo de Eunerville e O Paiol de Pólvora, que na verdade foram escritos pela dupla Pierre Boileau e Thomas Narcejac.

## Filmes
1. "813 - Lupin" um filme 1923, de Robertson-Cole, da FBO Pictures Corporation,[42] com Ralph Lewis, W. Nowel, Wallace Beery e outros.[43][44]
2. Arsène Lupin contra Arsène Lupin. De 1962. Direção de Édouard Molinaro, estrelado por Jean-Claude Brialy, François de Vierne, Jean-Pierre Cassel, Gérard Dagmar.[45]
3. Arsène Lupin detetive, 1937, dirigido por Henri Diamant-Berger e estrelado por Jules Berry, Gabriel Signoret e Suzy Prim. Reallizado pela "Ciné Alliance"[46]
4. As aventuras de Arsène Lupin, de 1957, adaptado para as telas por Jacques Becker. Estrelado por Robert Lamoureux, Liselotte Pulver, O.E. Hasse, Daniel Ceccaldi, Jacques Gauthier, Georges Chamarat, Huguette Hue, Renaud Mary, Sandra Milo, Paul Muller, Henri Rollan, Margaret Rung, Charles Bouillaud, Hubert de Lapparent, Pierre Stéphen, Jacques Becker.[47][48]